# Шале (броварня)
Мініброварня «Шале» — підприємство харчової промисловості України, зайняте у галузі виробництва та реалізації пива. Розташоване у місті Сіверськодонецьк Луганської області.

## Історія
Відкрита у грудні 2006 року. Це перша мініброварня у Луганській області. При будівництві броварні були застосовані чеські технології.
Броварня виготовляє темне і світле пиво. Частина пива реалізується у ресторані при броварні, частина у ПЕТ-пляшках ємністю 1 літр.

## Асортимент продукції

Броварня

Броварня представлена такими сортами пива:
- «Шале Класичне» — Світле пиво. Густина 11,0 %. Алк.об. 2,8 %.
- «Шале Фірмове» — Світле пиво. Густина 13,0 %. Алк.об. 4,7 %.
- «Шале Екстра» — Світле пиво. Густина 16,0 %. Алк.об. 5,7 %.
- «Шале Преміум» — Темне пиво. Густина 12,0 %. Алк.об. 4,5 %.
- «Шале Бурштинове» — Світле пиво. Густина 12,5 %. Алк.об. 4,5 %.